# Verwaltungsgemeinschaft Obergünzburg
Die Verwaltungsgemeinschaft Obergünzburg im schwäbischen Landkreis Ostallgäu besteht seit der Gemeindegebietsreform am 1. Mai 1978. Ihr gehören als Mitgliedsgemeinden an:
1. Günzach, 1414 Einwohner, 23,47 km²
2. Obergünzburg, Markt, 6543 Einwohner, 46,69 km²
3. Untrasried, 1702 Einwohner, 25,75 km²

Sitz der Verwaltungsgemeinschaft ist Obergünzburg.
Bei der Gründung gehörte auch der Markt Ronsberg der Verwaltungsgemeinschaft an, wurde jedoch zum 1. Januar 1980 entlassen und ist seither Einheitsgemeinde mit eigener Verwaltung.